# マサリク大学
マサリク大学（MU）（チェコ語: Masarykova univerzita、ラテン語: Universitas Masarykiana Brunensis）はチェコ共和国における二番目に大きな総合大学である。Compostela Groupおよびユトレヒト・ネットワークに所属している。1348年に設立されたカレル大学、1573年から1860年まで存在したオロモウツ大学に次ぎ、チェコにおいて当時現存する二番目の総合大学として1919年ブルノに設立した。今では10の学部と35115人の学生からなる。大学名はチェコ・スロバキアの初代大統領でありチェコの2番目の総合大学の運動の指導者でもあったトマーシュ・マサリクに由来する。
チェコの生物学者ヤン・エヴァンゲリスタ・プルキニェに因み、1960年にヤン・エヴァンゲリスタ・プルキニェ大学と名前を変えた。1990年に、ビロード革命にしたがい、元の名前に戻された。1922年以来、171000人を超える学生がこの大学を卒業している。

## 歴史
マサリク大学は1919年1月28日に4つの学部（法学部、薬学部、理学部、教養学部）を持つ総合大学として創設された。カレル大学の教授であり、後にチェコスロバキアの大統領となるトマーシュ・マサリクは、マサリク大学の設立に大きく貢献した。（マサリクは自らの科学的・政治的活動において、チェコスロバキアの総合大学の発展に注意を払っており、1880年代以降、科学研究における幅広い競争の重要性を強調してきた。このため、マサリクは当時のチェコ唯一の総合大学の発展には競争力のある研究機関が必要であると指摘した。）チェコ第二の総合大学の設立はオーストリア＝ハンガリー帝国の崩壊後にのみ可能であった。ブルノのチェコ市民達に力を与えることを恐れたドイツ制御下の市議会の抵抗があったからである。ブルノは当時バイリンガルシティであった。ブルノでの総合大学設立を支持する注目すべきデモが1905年に起きた。
マサリク大学はその設立当初より発展のための資金不足に悩まされてきた。1923年から1925年および1933年から1934年にかけて、その財政の脆弱さは、教養部と理学部をともに廃止するとの提案に繋がった。両学部とも結果的にはナチス・ドイツによるチェコスロバキア解体により大学全体が閉鎖された1939年11月17日までは存続することとなった。マサリク大学の多くの教授達は処刑や拷問を受けた。例えば、理学部は教員の四分の一を失った。多くの処刑は1942年にマウトハウゼン強制収容所で執行された。
第二次世界大戦後の大学の再編は共産主義者による乗っ取りによって妨害された。学部から追放された学生の割合は、教育学部の5%から、1950年に完全に閉鎖されるに至った法学部の46%にわたる。1953年に教育学部（1946年に設立）が大学から分離された。1960年8月には、政府の命令によって薬学部が廃止され、大学名はブルノのヤン・エヴァンゲリスタ・プルキニェ大学に変更された。
1964年に教育学部が大学に再統合され、1969年に法学部が再度設立されたことで、このような状況が緩和された。しかしながら、ワルシャワ条約機構軍による1968年のチェコスロバキア侵攻に続く正常化体制に伴い、状況は再び急速に変化した。

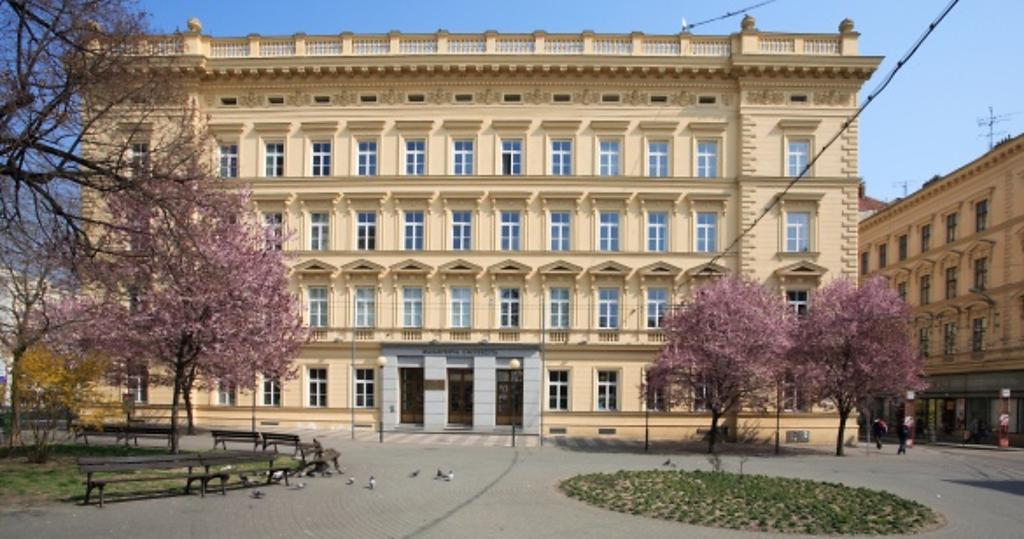
ブルノのジェロティン広場にあるマサリク大学の学長オフィス

1990年に大学名はブルノのマサリク大学へと変更され、2006年にブルノのが削除されたことで元の名称に戻った。1989年のビロード革命の後、大学の発展は新しい時代を迎え、1991年には経済経営学部、1994年には情報学部、1998年には社会学部、2002年にはスポーツ科学部が設立された。
2002年よりブルノ・ボフニツェに新しいキャンパスが建設中となっている。開発の最終段階は2015年に修了しなければならない。キャンパスには、医学部の大部分、スポーツ科学部、理学部の一部だけでなく、CEITECやResearch Centre for Toxic Compounds in the Environment Cetocoenなどの研究施設も所在する。
2013年に大学はブルノ市と長期賃貸契約を結び、2011年に閉鎖された80年の歴史ある映画館に代わりUniversity Cinema Scalaを作った。大学の公式のセレモニー、講義、研究集会などをホスティングするなど、様々な学術的機能を備えている。

## 著名な卒業生
- Ondřej Liška
- Tomáš Julínek
- František Vláčil
- Otakar Borůvka
- レオ・アイティンガー
- Antonín Tučapský
- Martin Palouš
- Renata Laxova
- ボフスラフ・ソボトカ
- ペトル・フィアラ
- Michal Hašek
- ペトル・ネチャス
- Jiří Grygar
- Miloslav Petrusek
- ルボミール・ザオラーレク
- Martin Potůček
- Jiří Procházka

## その他
世界大学ランキング
世界大学ランキング（2017年）では601 - 800位に位置する。同範囲に日本の千葉大学・東京慈恵会医科大学・神戸大学・早稲田大学などが順位する。